# Assunção do Piauí
Assunção do Piauí là một đô thị thuộc bang Piauí, Brasil. Đô thị này có diện tích 1690,716 km², dân số năm 2007 là 8011 người, mật độ 4,74 người/km².